# 海南钻喙兰
海南钻喙兰（学名：Rhynchostylis gigantea）为兰科钻喙兰属下的一个种，原生於東南亞和海南。